# 重入國許可
重入國許可（英語：Re-Entry Permit），是指居留在中華民國國內之外國人（大陸地區與港澳除外），一時或暫時出國後，預定再回到中華民國國內之時，為了簡化出入境時的手續，應在離開中華民國之前所事先向內政部入出國及移民署申請之許可。中華民國政府是依據所訂定之「入出國及移民法」等法律實行本許可的各項資格審查。

## 種類與申辦地點
目前中華民國政府所核發的許可分為以下2類，免費且隨到隨辦：
- 單次（Single）
- 多次（Multiple）－在外僑居留證之有效期限內，可無限次重入國。但該證若經註銷者，其重入國許可視同註銷。

上述許可皆在居住地之入出國及移民署服務站辦理。

## 申請本許可之各注意事項
根據中華民國內政部所頒定之「外國人停留居留及永久居留辦法」第20條中有下述情況需注意：
- 申請外僑居留證，可同時申請多次重入國許可。
- 外籍勞工及持外國護照來臺升學之僑生應申請單次重入國許可。而外籍勞工之重入國許可，以1個月單次使用為原則。若有特殊需要須延長或縮短者，應由勞雇雙方出具書面資料證明。

另外在入出國及移民署的網站中有下述補充注意事項：
- 若所持之護照遺失時，需檢附護照遺失報案紀錄，直接至居留地之入出國及移民署服務站申請補發。
- 當換領新護照後，致舊護照截角作廢時，於入境時將原舊護照中之重入國許可接受查驗後可繼續使用。

## 入國許可證
在無戶籍國民欲出入中華民國時，另有「臺灣地區無戶籍國民申請入國居留定居許可辦法」中規定所需辦理之證件。
入國許可證件種類如下：
- 一、臨人字號入國許可：效期內得多次使用。
- 二、單次入國許可證：效期內得入國一次。
- 三、多次入國許可證：效期內得多次使用。
- 四、臨時入國許可證：效期內得入國一次。
- 五、臨時入國停留許可證：效期內得入國一次。

## 外部連結
- 單次重入國許可申請須知[永久]
- 入出國及移民法 （页面存档备份，存于）
- 入出國及移民法施行細則 （页面存档备份，存于）
- 外國人停留居留及永久居留辦法 （页面存档备份，存于）
- 臺灣地區無戶籍國民申請入國居留定居許可辦法 （页面存档备份，存于）
- 外國人居（停）留案件申請表 （页面存档备份，存于）
- 內政部入出國及移民署 各服務地址 （页面存档备份，存于）

## 相關
- 非國民旅行文書（英语：template:Non-citizen travel documents）

- 難民旅行證